# Кріоконсервація

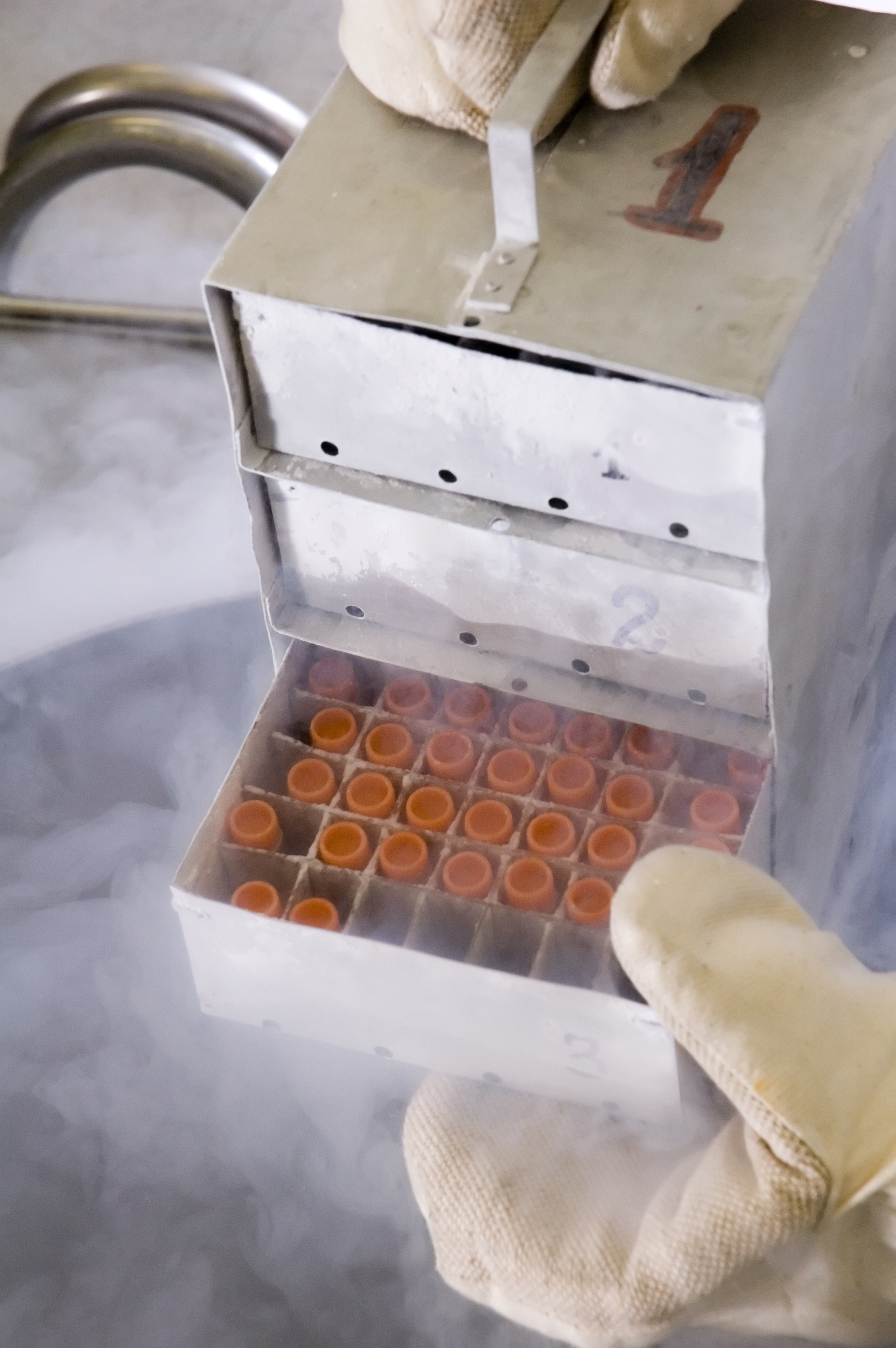
Кріотрубки

Кріоконсерва́ція — метод заморожування і тривалого зберігання біологічних об'єктів в рідкому азоті (196 °). Кріоконсервацію широко використовують для заморожування сперми, ембріонів тощо.

## Принципи кріоконсервації
Існують різні протоколи і способи заморозки і зберігання для різних об'єктів.
У 1940- х роках було показано, що додавання гліцеролу при заморожуванні клітин захищає їх від руйнування і підвищує виживаність після розморожування. Таким чином, почався пошук речовин, які мають властивості кріопротекторів (диметилсульфоксид, 1,2-пропандіол). Досвід кріоконсервації різних типів клітин показав, що чим більше розмір клітини (об'єкта заморожування), тим більше складнощів при заморожуванні.
Сьогодні існують розроблені правила та протоколи кріоконсервації з використанням програмованого заморожування, а також комерційні середовища для заморожування і розморожування, склад яких підібраний для певного об'єкта.
Незважаючи на те, що всі зразки зберігаються в закритому вигляді в окремих контейнерах, перед заморожуванням своїх клітин необхідно пройти обстеження для визначення вірусних інфекцій.